# 2018-as WTA 125K versenysorozat
A 2018-as WTA 125K versenysorozat a WTA által szervezett nemzetközi tenisztorna az élvonalat követő profi női teniszezők számára. A 2018-as évad tíz tornát foglal magába, amelyek mindegyikének díjalapja 125 000 amerikai dollár, kivéve az Oracle Challenger sorozat tornáit, amelyeknél 150 000 dollár kerül kiosztásra.

## Szerezhető ranglistapontok
Rövidítések: Gy=győzelem; D=döntős; ED=elődöntős; ND=negyeddöntős; R16=16 között; R32=32 között; Q=kvalifikációt szerzett; Q2=kvalifikáció 2. fordulója; Q1=kvalifikáció 1. fordulója.
| Esemény     | Gy  | D  | ED | ND | R16 | R32 | Q   | Q2  | Q1  |
| ----------- | --- | -- | -- | -- | --- | --- | --- | --- | --- |
| Egyéni      | 160 | 95 | 57 | 29 | 15  | 1   | 6   | 4   | 1   |
| Páros (16D) | 160 | 95 | 57 | 29 | 1   | N/A | N/A | N/A | N/A |

## Versenynaptár
| Kezdet        | Torna | Bajnok                                                | Döntős                                 | Elődöntősök                           | Negyeddöntősök                                                                       |
| ------------- | --- | ----------------------------------------------------- | -------------------------------------- | ------------------------------------- | ------------------------------------------------------------------------------------ |
| Január 21.    | Oracle Challenger Series – Newport Beach Newport Beach, Egyesült Államok $150,000 – Kemény – 32S/16Q/16D | Danielle Collins 2–6, 6–4, 6–3                        | Szofja Zsuk                            | Ajla Tomljanović Mayo Hibi            | Jang Su-jeong Nicole Gibbs Jil Teichmann Sachia Vickery                              |
| Január 21.    | Oracle Challenger Series – Newport Beach Newport Beach, Egyesült Államok $150,000 – Kemény – 32S/16Q/16D | Doi Miszaki Jil Teichmann 7–6(4), 1–6, [10–8]         | Jamie Loeb Rebecca Peterson            | Ajla Tomljanović Mayo Hibi            | Jang Su-jeong Nicole Gibbs Jil Teichmann Sachia Vickery                              |
| Február 26.   | Oracle Challenger Series – Indian Wells Indian Wells, Egyesült Államok $150,000 – Kemény – 32S/16Q/16D   | Sara Errani 6–4, 6–2                                  | Katerina Bondarenko                    | Amanda Anisimova Ajla Tomljanović     | Danielle Collins Caroline Dolehide Yanina Wickmayer Viktorija Golubic                |
| Február 26.   | Oracle Challenger Series – Indian Wells Indian Wells, Egyesült Államok $150,000 – Kemény – 32S/16Q/16D   | Taylor Townsend Yanina Wickmayer 6–4, 6–4             | Jennifer Brady Vania King              | Amanda Anisimova Ajla Tomljanović     | Danielle Collins Caroline Dolehide Yanina Wickmayer Viktorija Golubic                |
| Április 16.   | Zhengzhou Women's Tennis Open Csengcsou, Kína $125,000 – Kemény – 32S/16Q/16D                            | Cseng Szaj-szaj 5–7, 6–2, 6–1                         | Vang Ja-fan                            | Yanina Wickmayer Han Hszin-jün        | Mai Minokoshi Csu Lin Danielle Lao Lu Csia-csing                                     |
| Április 16.   | Zhengzhou Women's Tennis Open Csengcsou, Kína $125,000 – Kemény – 32S/16Q/16D                            | Tuan Jing-jing Vang Ja-fan 7–6(5), 6–3                | Naomi Broady Yanina Wickmayer          | Yanina Wickmayer Han Hszin-jün        | Mai Minokoshi Csu Lin Danielle Lao Lu Csia-csing                                     |
| Április 30.   | Kunming Open Anning, Kína $125,000 – Salak – 32S/16Q/16D                                                 | Irina Hromacsova 3–6, 6–4, 7–6(5)                     | Cseng Szaj-szaj                        | Peng Suaj Han Hszin-jün               | Elica Kosztova Amandine Hesse Yanina Wickmayer Vang Ja-fan                           |
| Április 30.   | Kunming Open Anning, Kína $125,000 – Salak – 32S/16Q/16D                                                 | Dalila Jakupović Irina Hromacsova 6–1, 6–1            | Guo Hanyu Szun Hszü-liu                | Peng Suaj Han Hszin-jün               | Elica Kosztova Amandine Hesse Yanina Wickmayer Vang Ja-fan                           |
| június 5.     | Croatian Bol Open Bol, Horvátország $125,000 – Salak – 32S/16D                                           | Tamara Zidanšek 6–1, 6–3                              | Magda Linette                          | Tena Lukas Sara Errani                | Mariana Duque Mariño Anna Karolína Schmiedlová Sara Sorribes Tormo Viktorija Golubic |
| június 5.     | Croatian Bol Open Bol, Horvátország $125,000 – Salak – 32S/16D                                           | Mariana Duque Mariño Vang Ja-fan 6–3, 7–5             | Sílvia Soler Espinosa Barbora Štefková | Tena Lukas Sara Errani                | Mariana Duque Mariño Anna Karolína Schmiedlová Sara Sorribes Tormo Viktorija Golubic |
| Szeptember 3. | Oracle Challenger Series – Chicago Chicago, Egyesült Államok $150,000 – Kemény – 32S/24Q/16D             | Petra Martić 6–4, 6–1                                 | Mona Barthel                           | Sachia Vickery Tatjana Maria          | Anna Blinkova Dajana Jasztremszka Françoise Abanda Varvara Lepchenko                 |
| Szeptember 3. | Oracle Challenger Series – Chicago Chicago, Egyesült Államok $150,000 – Kemény – 32S/24Q/16D             | Mona Barthel Kristýna Plíšková 6–3, 6–2               | Asia Muhammad Maria Sanchez            | Sachia Vickery Tatjana Maria          | Anna Blinkova Dajana Jasztremszka Françoise Abanda Varvara Lepchenko                 |
| Október 29.   | L&T Mumbai Open Mumbai, India $125,000 – Kemény – 32S/16Q/16D                                            | Luksika Kumkhum 1–6, 6–2, 6–3                         | Irina Hromacsova                       | Margarita Gaszparjan Dalila Jakupović | Cseng Szaj-szaj Danka Kovinić Valendíni Gramatikopúlu Lu Csia-csing                  |
| Október 29.   | L&T Mumbai Open Mumbai, India $125,000 – Kemény – 32S/16Q/16D                                            | Natyela Dzalamidze Veronyika Kugyermetova 6–4, 7–6(4) | Bibiane Schoofs Barbora Štefková       | Margarita Gaszparjan Dalila Jakupović | Cseng Szaj-szaj Danka Kovinić Valendíni Gramatikopúlu Lu Csia-csing                  |
| November 5.   | Open de Limoges Limoges, Franciaország $125,000 – Kemény (fedett) – 32S/16Q/8D                           | Jekatyerina Alekszandrova 6–2, 6–2                    | Jevgenyija Rogyina                     | Margarita Gaszparjan Vera Zvonarjova  | Anna Blinkova Ana Bogdan Pauline Parmentier Tatjana Maria                            |
| November 5.   | Open de Limoges Limoges, Franciaország $125,000 – Kemény (fedett) – 32S/16Q/8D                           | Veronyika Kugyermetova Galina Voszkobojeva 7–5, 6–4   | Bacsinszky Tímea Vera Zvonarjova       | Margarita Gaszparjan Vera Zvonarjova  | Anna Blinkova Ana Bogdan Pauline Parmentier Tatjana Maria                            |
| November 12.  | OEC Taipei WTA Challenger Tajpej, Tajvan $125,000 – Szőnyeg (fedett) – 32S/16Q/16D                       | Luksika Kumkhum 6–1, 6–3                              | Sabine Lisicki                         | Vitalija Gyjacsenko Bibiane Schoofs   | Liang En-shuo Csu Lin Tereza Martincová Hibino Nao                                   |
| November 12.  | OEC Taipei WTA Challenger Tajpej, Tajvan $125,000 – Szőnyeg (fedett) – 32S/16Q/16D                       | Ankita Raina Karman Thandi 6–3, 5–7, [12–12], feladta | Olga Dorosina Natyela Dzalamidze       | Vitalija Gyjacsenko Bibiane Schoofs   | Liang En-shuo Csu Lin Tereza Martincová Hibino Nao                                   |
| November 12.  | Oracle Challenger Series – Houston Houston, Egyesült Államok $150,000 – Kemény – 32S/24Q/16D             | Peng Suaj 1–6, 7–5, 6–4                               | Lauren Davis                           | Jessica Pegula Szofja Zsuk            | Whitney Osuigwe Stollár Fanny Heather Watson Katherine Sebov                         |
| November 12.  | Oracle Challenger Series – Houston Houston, Egyesült Államok $150,000 – Kemény – 32S/24Q/16D             | Maegan Manasse Jessica Pegula 1–6, 6–4, [10–8]        | Desirae Krawczyk Giuliana Olmos        | Jessica Pegula Szofja Zsuk            | Whitney Osuigwe Stollár Fanny Heather Watson Katherine Sebov                         |

## Statisztikák
A táblázatok tartalmazzák az egyéni és páros tornagyőzelmek számát versenyzőként és országonként.

### Győzelmek versenyzőnként
| Össz | Versenyző                       | Egyéni | Páros | Egyéni | Páros |
| ---- | ------------------------------- | ------ | ----- | ------ | ----- |
| 2    | Luksika Kumkhum (THA)           | ●      |       | 2      | 0     |
| 2    | Irina Hromacsova (RUS)          | ●      | ●     | 1      | 1     |
| 2    | Veronyika Kugyermetova (RUS)    |        | ●     | 0      | 2     |
| 2    | Vang Ja-fan (CHN)               |        | ●     | 0      | 2     |
| 1    | Jekatyerina Alekszandrova (RUS) | ●      |       | 1      | 0     |
| 1    | Danielle Collins (USA)          | ●      |       | 1      | 0     |
| 1    | Sara Errani (ITA)               | ●      |       | 1      | 0     |
| 1    | Petra Martić (CRO)              | ●      |       | 1      | 0     |
| 1    | Peng Suaj (CHN)                 | ●      |       | 1      | 0     |
| 1    | Cseng Szaj-szaj (CHN)           | ●      |       | 1      | 0     |
| 1    | Tamara Zidanšek (SLO)           | ●      |       | 1      | 0     |
| 1    | Mona Barthel (GER)              |        | ●     | 0      | 1     |
| 1    | Doi Miszaki (JPN)               |        | ●     | 0      | 1     |
| 1    | Tuan Jing-jing (CHN)            |        | ●     | 0      | 1     |
| 1    | Mariana Duque Mariño (COL)      |        | ●     | 0      | 1     |
| 1    | Natyela Dzalamidze (RUS)        |        | ●     | 0      | 1     |
| 1    | Dalila Jakupović (SLO)          |        | ●     | 0      | 1     |
| 1    | Maegan Manasse (USA)            |        | ●     | 0      | 1     |
| 1    | Jessica Pegula (USA)            |        | ●     | 0      | 1     |
| 1    | Kristýna Plíšková (CZE)         |        | ●     | 0      | 1     |
| 1    | Ankita Raina (IND)              |        | ●     | 0      | 1     |
| 1    | Jil Teichmann (SUI)             |        | ●     | 0      | 1     |
| 1    | Karman Thandi (IND)             |        | ●     | 0      | 1     |
| 1    | Taylor Townsend (USA)           |        | ●     | 0      | 1     |
| 1    | Galina Voszkobojeva (KAZ)       |        | ●     | 0      | 1     |
| 1    | Yanina Wickmayer (BEL)          |        | ●     | 0      | 1     |

### Győzelmek országonként
| Össz | Ország                    | Egyéni | Páros |
| ---- | ------------------------- | ------ | ----- |
| 5    | Oroszország               | 2      | 3     |
| 4    | Kína                      | 2      | 2     |
| 3    | Amerikai Egyesült Államok | 1      | 2     |
| 2    | Thaiföld                  | 2      | 0     |
| 2    | Szlovénia                 | 1      | 1     |
| 1    | Horvátország              | 1      | 0     |
| 1    | Olaszország               | 1      | 0     |
| 1    | Belgium                   | 0      | 1     |
| 1    | Csehország                | 0      | 1     |
| 1    | India                     | 0      | 1     |
| 1    | Japán                     | 0      | 1     |
| 1    | Kazahsztán                | 0      | 1     |
| 1    | Kolumbia                  | 0      | 1     |
| 1    | Németország               | 0      | 1     |
| 1    | Svájc                     | 0      | 1     |